# 普萊尼

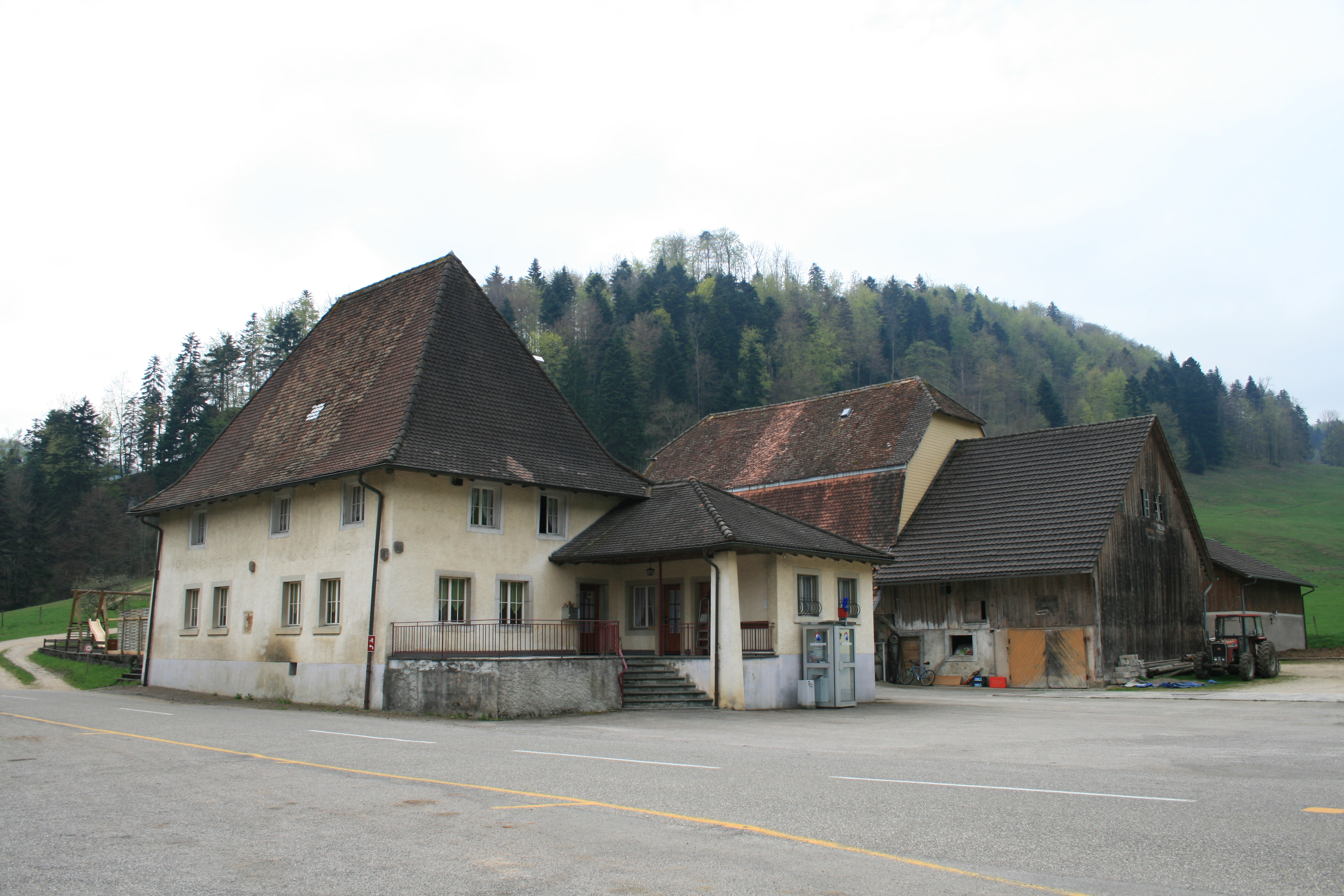

普萊尼（法語：Pleigne）是瑞士的城鎮，位於該國西北部，由汝拉州負責管轄，面積17.83平方公里，海拔高度809米，2011年人口378，七成半人口信奉羅馬天主教，人口密度每平方公里21人。